# Kelvin Burt

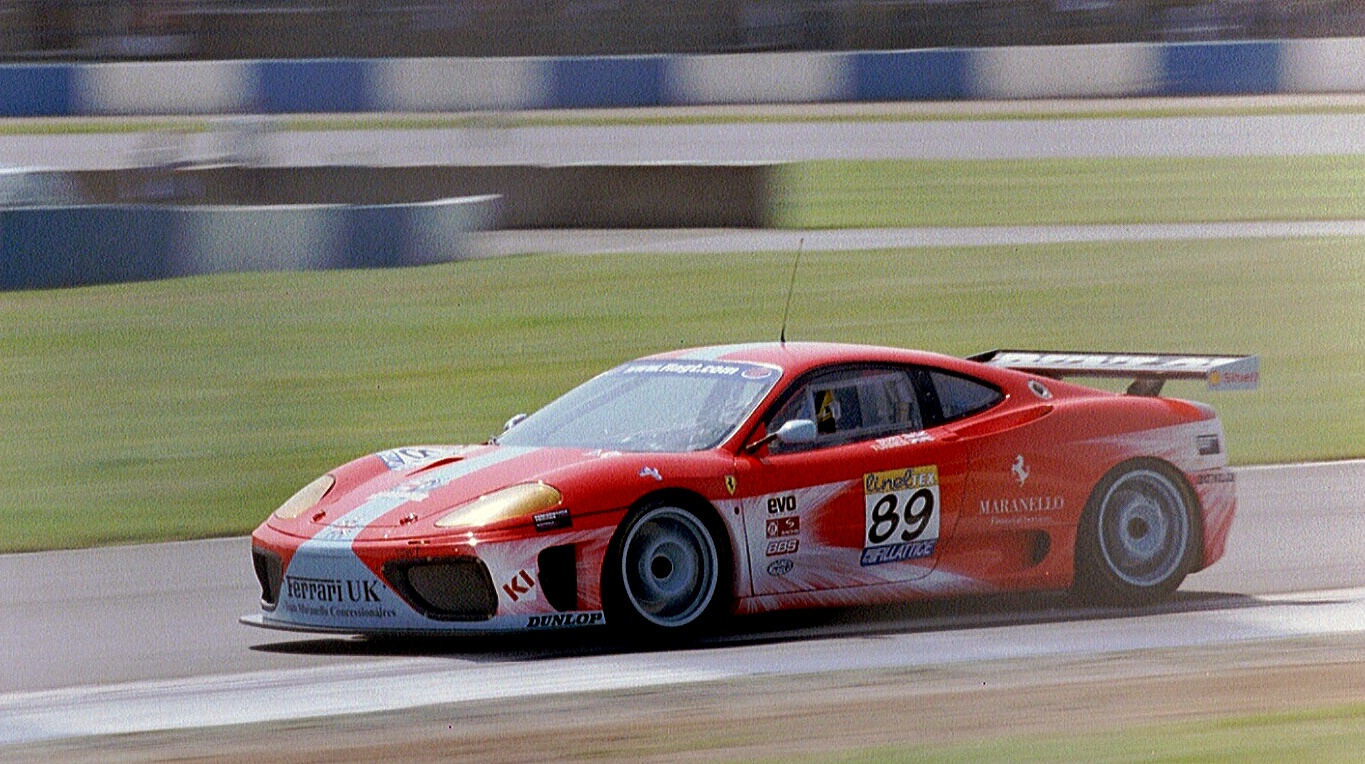
Der von Kelvin Burt beim 500-km-Rennen von Donington 2993 gefahrene Ferrari 360 Modena GT

Kelvin Burt (* 7. September 1967 in Birmingham) ist ein ehemaliger britischer Automobilrennfahrer.

## Karriere
Nachdem Burt die "Jim Russel Racing Drivers' School" 1987 abgeschlossen hatte, nahm er 1988 an der britischen Formel Ford Junior 1600 teil. 1989 konnte er in dieser Rennserie Vize-Meister werden.
1990 wechselte er in die britische Formel Vauxhall, wo er die Saison als Sechster abschloss. Im kommenden Jahr wurde er Meister der Formel Vauxhall.
1992 folgte der Wechsel in die britische Formel 3. In seiner ersten Saison konnte er den dritten Gesamtrang einfahren. 1993 wurde er Meister.
1994 war er Testfahrer beim Formel-1-Team Sasol Jordan. Nebenbei fuhr er noch einige Rennen in der britischen Tourenwagen-Meisterschaft und im Porsche Supercup. Von 1995 bis 1998 fuhr er in der britischen Tourenwagen-Meisterschaft, wo er jedoch keine nennenswerten Erfolge verbuchen konnte. 1996 war er außerdem Testfahrer beim Formel-1-Team Ligier Gauloises Blondes.
1999 nahm er an der japanischen Tourenwagen-Meisterschaft teil, wo er die Saison als Fünfter beendete. 2000 fuhr er einige Rennen in der schwedischen Tourenwagen-Meisterschaft. 2001 nahm er an der britischen GT-Meisterschaft teil, wo er Meister in der GTO-Klasse wurde. Außerdem fuhr er je ein Rennen im Porsche Supercup und in der amerikanischen Le Mans-Serie. 2002 nahm er an der Days-of-Thunder-Rennserie teil, welche er als Zweiter beendete. Ferner fuhr er ein Rennen in der FIA-GT-Meisterschaft. 2003 fuhr er in der FIA-GT-Meisterschaft und beendete die Saison als 25. 2006 fuhr er nochmals ein paar Rennen im Porsche Supercup.

## Statistik

### Karrierestationen
- 1986–1987: Britische Formel First
- 1989: Britische Formel Ford 1600 Junior
- 1990: Britische Formel Ford 1600 Junior, Britische Tourenwagen-Meisterschaft
- 1991: Britische Formel Vauxhall
- 1992: Britische Formel 3 (Fortec)
- 1993: Britische Formel 3 (Stewart)
- 1994: Formel-1-Testfahrer (Sasol Jordan), Britische Tourenwagen-Meisterschaft, Porsche Supercup
- 1995: Britische Tourenwagen-Meisterschaft
- 1996: Britische Tourenwagen-Meisterschaft, Formel-1-Testfahrer (Ligier Gauloises Blondes)
- 1997–1998: Britische Tourenwagen-Meisterschaft
- 1999: Japanische Tourenwagen-Meisterschaft
- 2000: Schwedische Tourenwagen-Meisterschaft
- 2001: Britische GT-Meisterschaft, Porsche Supercup, Amerikanische Le Mans Serie
- 2002: Days of Thunder Serie, FIA GT-Meisterschaft
- 2003: FIA GT-Meisterschaft (Maranello-Ferrari)
- 2006: Porsche Supercup

### Erfolge
- Britische Formel Ford 1600 Junior, Vize-Meister (1989)
- Britische Formel Vauxhall, Meister (1991)
- Britische Formel 3, Meister (1993)
- Britische GT-Meisterschaft, GTO-Klasse Meister (2001)
- Days of Thunder, Vize-Meister (2002)

### Le-Mans-Ergebnisse
| Jahr | Team                   | Fahrzeug                  | Teamkollege      | Teamkollege   | Platzierung | Ausfallgrund |
| ---- | ---------------------- | ------------------------- | ---------------- | ------------- | ----------- | ------------ |
| 2003 | Veloqx Prodrive Racing | Ferrari 550 GTS Maranello | Anthony Davidson | Darren Turner | Ausfall     | Unfall       |

### Sebring-Ergebnisse
| Jahr | Team                   | Fahrzeug              | Teamkollege      | Teamkollege   | Platzierung | Ausfallgrund |
| ---- | ---------------------- | --------------------- | ---------------- | ------------- | ----------- | ------------ |
| 2003 | Veloqx Prodrive Racing | Ferrari 550 Maranello | Anthony Davidson | Darren Turner | Rang 13     |              |